# ديفيد ويليام كولمان
ديفيد ويليام كولمان (بالإنجليزية: David William Coleman)‏ هو سياسي نيوزلندي، ولد في 1881 في لندن في المملكة المتحدة، وتوفي في 1951. حزبياً، نشط في حزب العمال النيوزيلندي. وقد انتخب عضو مجلس النواب النيوزيلندي.